# Mîhailivka, Tetiiv
Mîhailivka (în ucraineană Михайлівка) este o comună în raionul Tetiiv, regiunea Kiev, Ucraina, formată numai din satul de reședință.

## Demografie
Componența lingvistică a comunei Mîhailivka
     Ucraineană (99,08%)
     Alte limbi (0,92%)
Conform recensământului din 2001, majoritatea populației comunei Mîhailivka era vorbitoare de ucraineană (99,08%), existând în minoritate și vorbitori de alte limbi.